# Oratorio di San Rocco (Morcote)
L'oratorio di San Rocco è situato a Morcote nell'omonima piazza.

## Storia
Eretto fra il 1548 e il 1553 su un progetto di Arturo Maspoli, la consacrazione risale al 1591. Fu ampliato nel secolo XIX e restaurato nel 1954-1955.

## Descrizione
L'edificio ha tre navate con coro poligonale e   un campanile sul lato nord. 
All'interno presenta due altari laterali e custodisce affreschi del 1787; nella cappella laterale destra stucchi del 1797. La decorazione sulle volte è ottocentesca.